# Parafia Najświętszego Ciała i Krwi Chrystusa w Kamieńskich Młynach
Parafia Najświętszego Ciała i Krwi Chrystusa w Kamieńskich Młynach – parafia rzymskokatolicka w metropolii katowickiej, diecezji gliwickiej, dekanacie woźnickim.

## Liczebność i obszar parafii
Tymczasową parafię erygował 2 lutego 1992 abp Damian Zimoń. Stała parafia istnieje od 1994. Parafia liczy 542 wiernych (642 mieszkańców). Do parafii należą Huta Karola i Pakuły. Na terenie parafii wzniesiono w 2011 kopię Groty Lourdzkiej.